# Сэвстаос
Стадион «Сэвстаос» (швед. Sävstaås IP) — спортивное сооружение в Болльнесе, Швеция. Сооружение предназначено для проведения футбольных матчей в летний период, и хоккейных в зимний период. Арену для домашних игр использует команда по хоккею с мячом — Болльнес ГИФ. Трибуны спортивного комплекса вмещают 3 500 зрителей.
Открыта арена в 1974 году.
Инфраструктура: искусственный лёд.

## Информация
Адрес: Болльнес, Frelugavägen, 2 (Bollnäs kommun)